# Felix Engelhardt
Felix Engelhardt (* 19. August 2000 in Ulm) ist ein deutscher Radrennfahrer.

## Werdegang
Engelhardt schloss sich 2019 dem Tirol KTM Cycling Team an. Bei der Tour of the Alps 2021, einem Etappenrennen der UCI ProSeries, gewann er die Sprintwertung. Im Juli 2021 wurde er im Sprint einer achtköpfigen Spitzengruppe Zweiter des Eintagesrennens GP Kranj und verpasste so knapp seinen ersten internationalen Elitesieg. In der Saison 2022 wurde er Gesamtsechster des Giro d’Italia Giovani Under 23 und Achter der im Elite-Straßenrennen der deutschen Meisterschaften. Bei den U23-Europameisterschaften 2022 gewann er im Sprint einer vierköpfigen Spitzengruppe den Titel im Straßenrennen.
Im Sommer 2022 unterschrieb Engelhardt einen Zweijahresvertrag beim UCI WorldTeam Jayco AlUla. Für diese Mannschaft gelang ihm im März 2023 als Sprintsieger des Vorderfeld bei Per sempre Alfredo sein erster internationaler Eliteerfolg.

## Erfolge
2021
- Sprintwertung Tour of the Alps
- Nachwuchswertung Oberösterreich-Rundfahrt

2022
- Mannschaftszeitfahren Tour de l’Avenir

2023
- Per sempre Alfredo
- eine Etappe und Punktewertung Vuelta a Castilla y León
- U23-Europameister – Straßenrennen

## Wichtige Platzierungen
| Grand Tour            | 2023 | 2024 | 2025 |
| --------------------- | ---- | ---- | ---- |
| Giro d’ItaliaGiro     | –    | –    | 82   |
| Tour de FranceTour    | –    | –    |      |
| Vuelta a EspañaVuelta | 70   | 103  |      |

| Monument                 | 2023 | 2024 | 2025 |
| ------------------------ | ---- | ---- | ---- |
| Mailand–Sanremo          | –    | –    | 153  |
| Flandern-Rundfahrt       | –    | –    | –    |
| Paris–Roubaix            | –    | –    | –    |
| Lüttich–Bastogne–Lüttich | –    | –    | –    |
| Lombardei-Rundfahrt      | –    | –    |      |